# Lijst van burgemeesters van Voorhout
Dit is een lijst van burgemeesters van de voormalige Nederlandse gemeente Voorhout (provincie Zuid-Holland) tot die gemeente op 1 januari 2006 opging in de nieuwe gemeente Teylingen.
| Ambtsperiode | Naam burgemeester                               | Partij of stroming    | Bijzonderheden |
| ------------ | ----------------------------------------------- | --------------------- | --- |
| 1810 - 1817  | Otto Anne graaf van Bylandt                     |                       | maire/schout |
| 1817 - 1831  | Gualtherus Soetbrood Piccardt (1780 – ca. 1848) |                       | Tot 1825 schout. Failliet verklaard in 1830, gevlucht naar Engeland, overleden in Newcastle. Jan van den Berg neemt waar voor hem, van 7 oktober 1830 tot 26 september 1831 |
| 1831 - 1837  | Cornelis (de) Visser                            |                       | |
| 1838 - 1860  | Edouard van Olden                               |                       | |
| 1860 - 1895  | Hendrik Derk Terwee                             |                       | tevens burgemeester van Oegstgeest (van 1853 tot 1895) |
| 1895 - 1900  | Jacob Mattheüs de Kempenaer                     |                       | tevens burgemeester van Oegstgeest |
| 1900 - 1920  | Jan Gijsbert Martinus van Griethuijsen          |                       | tevens burgemeester van Oegstgeest (van 1900 tot 1930) |
| 1920 - 1938  | Gerardus Bulten                                 | Algemeene Bond (RKSP) | tevens Tweede Kamerlid |
| 1938 - 1946  | Gerard Frans Willem van Berckel                 |                       | |
| 1947 - 1955  | Cornelis Johannes Nicolaas de Graaff            | KVP                   | |
| 1955 - 1956  | Erik Johan Marie Kolfschoten                    | KVP                   | waarnemend, tevens burgemeester van Alkemade |
| 1956 - 1965  | Paschalis Martinus Franciscus Smolders          | KVP                   | |
| 1966 - 1975  | Gerardus Anthonius Stolwijk                     | KVP                   | |
| 1976 - 1989  | Thieu (M.Th.) van de Wouw                       | KVP / CDA             | |
| 1990 - 1997  | Mirjam (M.E.B.) de Goeij-Smulders               | CDA                   | |
| 1997 - 2006  | Cor (C.J.) de Ronde                             | CDA                   | tot februari 1998 waarnemend |